# Ayumi Ishida
Ayumi Ishida (いしだ あゆみ, Ishida Ayumi, 26 de març de 1948 – 11 de març de 2025) va ser una actriu i cantant japonesa, el nom real de la qual era Yoshiko Ishida (石田 良子, Ishida Yoshiko). Va guanyar el premi a la millor actriu del IV Festival de Cinema de Yokohama per Yaju-deka. També va guanyar els premis a la millor actriu als XXIX premis Blue Ribbon i als XI premis Hochi per Kataku no hito i Tokei - Adieu l'hiver.
Pel que fa a la seva carrera musical, va ser coneguda pels senzills "Blue Light Yokohama" (que va encapçalar les llistes el 1968 i 1969), "Anata nara Dō Suru (que va arribar al número 2) i "Sabaku no You na Tokyo de" (número 3).
El 2021 va rebre l'Orde del Sol Naixent, 4a Classe - Orde del Sol Naixent, Raigs d'Or amb Roseta.
El 17 de març de 2025, la seva agència va anunciar que havia mort per hipotiroïdisme l'11 de març. Tenia 76 anys.